# Santa Flora (barrio de Santa Flora)
Santa Flora (Pronunciación portuguesa: [s'ätA fl'órA], "Santa Flora") es un barrio del distrito de Santa Flora, en el municipio de Santa Maria, en el estado brasileño de Río Grande del Sur. Está situado en el sur de Santa Maria.

## Villas
El barrio contiene las siguientes villas: Banhadinho, Banhados, Carangueijo, Carvalhas, Casa Branca, Colônia Favorita, Colônia Grápia, Colônia Pedro Carlos, Colônia Pena, Colônia Pinheiro, Colônia Vacacaí, Coxilha Bonita, Galpões, Passo da Lagoa, Passo do Pavão, Rincão da Limeira, Rincão da Ramada, Rincão da Várzea, Rincão do Araçá, Rincão do Carangueijo, Rincão do Jacaré, Rincão dos Banhados, Rincão dos Pires, Rincão Grande, Santa Flora, Vila Santa Flora.

## Galería de ymajenes oie zi
| Noroeste: Dilermando de Aguiar            | Norte: São Valentim         | Nordeste: Pains      |
| Oeste: Dilermando de Aguiar / São Gabriel |                             | Este: Passo do Verde |
| Suroeste: São Gabriel                     | Sur: São Gabriel / São Sepé | Sureste: São Sepé    |